# Call Girl
Call Girl (titulado La línea sexy en Hispanoamérica y Chica de línea erótica en España) es el décimo cuarto episodio de la serie de televisión cómica Padre de familia. Se estrenó originalmente el 10 de marzo de 2013 en Estados Unidos mediante FOX
.

## Argumento
Chris entra con una casa para pájaros que construyó basado de un episodio de Benson y Peter se interesa en atraer aves. Cuando los pájaros acuden a la casa en la que Chris quiere que los pájaros recreen el episodio "conflicto de intereses", un halcón barre y arrebata todas las aves más pequeñas. Peter decide convertirse en un cetrero y adquiere un halcón que nombra a Xerxes para la molestia de los demás. Peter enseña a Xerxes a traerle cosas diferentes. Como Peter se dispone a tomar Xerxes a al parque, vislumbran una pareja que pasa cerca en una motocicleta con coche lateral y Peter decide mejorar sus aventuras. Más tarde, Peter recibe la visita del abogado que representa a los propietarios de la motocicleta judíos que demandan  a Peter por cada centavo que tiene y Xerxes. Cuando Lois le regaña por haber perdido todo, descubre que ella se ve obligada a conseguir un trabajo. Esperando en la agencia de empleo, ella es escuchada por un señor llamado Randy y le ofreció trabajo de voz. Contando la familia, ella cree que estará presentando en la televisión y en las películas. Pero cuando llega a la oficina, se encuentra con que el empleo es por operadora de sexo por teléfono. A pesar de sus reservas, ella es atraída por el dinero y comienza a ser una trabajadora sexual telefónica. Ella se encuentra respondiendo a las convocatorias de la mayor parte de los hombres del pueblo y vuelve a casa exhausta y no en estado de ánimo para el sexo. En la Drunken Clam, Peter se queja con Joe y Quagmire por no tener sexo y Quagmire le da el número de su servicio de sexo telefónico favorito. Solo en casa, Peter llama a la línea y Lois contesta, descubriendo rápidamente que es Peter. Ella le entretiene ya que también se siente atraído por su voz sin darse cuenta de quién es. Más tarde, Lois le pregunta acerca de su día e intenta que algunos pensamientos de él acerca de su experiencia. Peter llama a más tarde y le pregunta por una fecha y Lois objeta, señalando que él se casó a pesar de la insistencia de Peter, que irrita a Lois porque Peter realmente engañaría. Lois incluso le cuenta la historia a Bonnie. En la Drunken Clam, Peter le dice a Joe y Quagmire que conocerá a la chica con la cual habla por teléfono, Joe y Quagmire lo tratan de convencer de lo contrario. Peter quiere seguir adelante con de todos modos. Lois ve a Peter vestido para salir mientras se inventa  su historia de ir fuera de la ciudad, dejando a Lois deprimida y enojada. Ella se viste a sí misma y se encuentra con Peter en la que confiesa que estaba fingiendo su pasado ficticios y comienza a tener remordimientos. Se abre a la mujer que él no sabe que es Lois y le dice ella es que es bella a pesar de que sigue adelante y tiene relaciones sexuales con ella, aún sin saber que ella es Lois. Ocho horas después, Peter descubre la verdad y Lois se enfadapero a Peter admite que de alguna manera sentía que eran almas gemelas verdaderas y realmente la amaba, aunque también admite que corrió una factura de teléfono de US $ 7000.
En casa, Peter y Lois completamente irritana  a Chris y Meg con sus muestras de afecto mutuo. Sin embargo, Stewie los ve a Peter y Lois tienen sexo y se pregunta si todo 3 puede tener un trío.

## Recepción

### Recepción crítica
Kevin McFarland de The A.V. Club dio al episodio una C- diciendo: "'Call Girl' es aún más decepcionante porque cada paso en falso con el sexo telefónico de la trama pone de relieve que hay potencialmente un gran episodio en alguna parte, pero requiere cambiar la mayor parte de la trama principal y la solución temática no ganado.Yo he visto "Peter And The Sidecar Falcon" más de una vez, pero como están constituidas, no puedo esperar para olvidar los últimos 15 minutos de este episodio.".
John Blabber dio un 7 sobre 10 de puntuación, e indica "Por desgracia, alguien debió de deterlo".
Mark Trammell TV Equals dijo: "Un buen episodio en general. Las cosas que me gustó, me gustó mucho, y fue suficiente para recomendar el episodio en general sin duda. Tal vez no fue un clásico de todos los tiempos, pero fue uno de los episodios más sólidos de la temporada."

### Audiencia
El episodio recibió una calificación de 2.7 en el 18-49 la demografía y fue visto por un total de 5,27 millones de espectadores. Esto lo convirtió en el programa más visto de la dominación de la animación de FOX en la noche superando a Los Simpsons, American Dad!, Bob's Burgers y The Cleveland Show
.